# Regular B (Metropolitano)
El servicio Regular B es uno de los 4 servicios regulares que forma parte del sistema de transporte Metropolitano de Lima; se le puede identificar por el color naranja y el logo de una "B" en los buses troncales.
El servicio comenzó la fase de pruebas desde la estación Central hasta el terminal Naranjal, el 11 de septiembre de 2010, utilizando el ramal de la Av. Alfonso Ugarte y Av. España.
El 2 de octubre de 2010, cuando comenzaron a operar con cobro las estaciones del tramo norte, inicio su ruta original, que partía desde el terminal Naranjal hasta el terminal Matellini.
El 30 de enero del 2017 con la llegada del nuevo regular D, el horario de la ruta B se modificó para dar paso al nuevo servicio, partiendo solo de 9:00 a 23:00. Este cambio de horario no se modificó hasta el 19 de octubre del 2020 donde el recorrido iniciaria desde las 10:00.
El 16 de diciembre del 2023 debido a la puesta en operación de parte de la ampliación norte el regular B cambió de recorrido, ahora partiendo desde la estación Los Incas en Comas, hasta la estación Plaza de Flores en Barranco.
Finalmente,r el 28 de diciembre del 2024, la ATU puso en funcionamiento el nuevo terminal Chimpu Ocllo y con eso se presentó cambios en los servicios, siendo el Regular B, el que mayores cambios obtuvo siendo su nuevo recorrido desde el nuevo terminal Chimpu Ocllo en Carabayllo hasta estación Central en Lima, utilizando el ramal de Av. Alfonso Ugarte y Av. España.

## Colapsos constantes
Para el año 2012 ya el servicio presentaba muchos colapsos debido a la demanda de las personas y el cambio de algunas de las rutas, la gente se quejaba de la demora constante del Regular B en las estaciones del sur
En diciembre del 2023 fue la inauguración de las nuevas estaciones de la ampliación norte trayendo cambios en algunas rutas, la más criticada fue el cambio del Regular B, muchos usuarios ocasionaron problemas al rehusarse a bajar y provocando mucho tráfico en la estación final en ese entonces al solo contar con una vía.
En el mismo mes, pero en 2024 pasó algo similar, fue la inauguración del nuevo terminal Chimpu Ocllo en Carabayllo, esta contó con 2 fases de prueba, siendo la segunda fase donde al igual que el 2023 trajo una nueva ruta y cambios en algunas rutas siendo, de nuevo, el Regular B la más criticada al reducir su recorrido solo llegando hasta la estación Central.

## Horarios
| Horario de operación | Horario de operación | Horario de operación |
| REGULAR              | Hacia el Sur         | Hacia el Norte       |
| -------------------- | -------------------- | -------------------- |
| Lunes a viernes      | 10:00 a 23:00        | 10:00 a 23:00        |
| Sábados              | 05:00 a 23:00        | 05:00 a 23:00        |
| Domingos y feriados  | 05:00 a 22:00        | 05:00 a 22:00        |

## Estaciones
A continuación, se presenta el listado de estaciones correspondientes al servicio Regular B. Cabe destacar que en algunas de ellas es posible realizar conexiones con diversos servicios o expresos, lo que facilita una movilidad más eficiente entre el norte y el sur de la ciudad, o viceversa.
| N.º                           | Estaciones                                                       | Común con:                                                                      |
| ----------------------------- | ---------------------------------------------------------------- | ------------------------------------------------------------------------------- |
| 1                             | Terminal Chimpu Ocllo (Embarque 3 sur)                           |                                                                                 |
| 2                             | Los Incas (Embarque 2 sur)                                       |                                                                                 |
| 3                             | Andrés Belaunde (Embarque 2 sur)                                 |                                                                                 |
| 4                             | 22 de Agosto (Embarque 2 sur)                                    |                                                                                 |
| 5                             | Las Vegas (Embarque 1 sur)                                       |                                                                                 |
| 6                             | Universidad (Embarque 2 sur)                                     |                                                                                 |
| 7                             | Terminal Naranjal (Embarque 2)                                   | Regular A · Expreso 2 · Expreso 5 · Super Expreso · Super Expreso Norte         |
| 8                             | Izaguirre (Embarque 2 sur)                                       | Regular A · Expreso 5 · Expreso 8                                               |
| 9                             | Pacífico (Embarque 2 sur)                                        | Regular A                                                                       |
| 10                            | Independencia (Embarque 2 sur)                                   | Expreso 8                                                                       |
| 11                            | Los Jazmines (Embarque 2 sur)                                    | Regular A                                                                       |
| 12                            | Tomás Valle (Embarque 2 sur)                                     | Regular A · Expreso 5 · Expreso 8                                               |
| 13                            | El Milagro (Embarque 2 sur)                                      | Regular A                                                                       |
| 14                            | Honorio Delgado (Embarque 2 sur)                                 | Regular A                                                                       |
| 15                            | Universidad de Ingeniería (UNI) (Embarque 2 norte)               | Expreso 5 · Expreso 8                                                           |
| 16                            | Parque del Trabajo (Embarque 2 sur)                              | Regular A                                                                       |
| 17                            | Caquetá (Embarque 2 sur)                                         | Regular A · Expreso 5 · Expreso 9                                               |
| RAMAL ALFONSO UGARTE - ESPAÑA |                                                                  |                                                                                 |
| 18                            | Dos de Mayo (Embarque 1 sur)                                     | Super Expreso Norte                                                             |
| 19                            | Quilca (Embarque 1 sur)                                          | Super Expreso Norte                                                             |
| 20                            | España (Embarque 1 sur)                                          | Expreso 5 · Super Expreso Norte                                                 |
| RAMAL SUR                     |                                                                  |                                                                                 |
| 21                            | Estación Central (Embarque 10 sur) (Interconexión con expreso 1) | Regular A · Regular C · Expreso 1 · Expreso 5 · Expreso 8 · Super Expreso Norte |

| N.º                           | Estaciones                                                  | Común con:                                                          |
| ----------------------------- | ----------------------------------------------------------- | ------------------------------------------------------------------- |
| 1                             | Estación Central (Embarque 5 norte)                         | Regular C · Expreso 5 · Expreso 8 · Super Expreso Norte             |
| RAMAL ALFONSO UGARTE - ESPAÑA |                                                             |                                                                     |
| 2                             | España (Embarque 2 norte)                                   | Expreso 5 · Super Expreso Norte                                     |
| 3                             | Quilca (Embarque 1 norte)                                   | Super Expreso Norte                                                 |
| 4                             | Dos de Mayo (Embarque 1 norte)                              | Super Expreso Norte                                                 |
| RAMAL NORTE                   |                                                             |                                                                     |
| 5                             | Caquetá (Embarque 2 norte)                                  | Regular A · Expreso 5                                               |
| 6                             | Parque del Trabajo (Embarque 2 norte)                       | Regular A                                                           |
| 7                             | Universidad de Ingeniería (UNI) (Embarque 2 norte)          | Regular A · Expreso 5 · Expreso 8                                   |
| 8                             | Honorio Delgado (Embarque 2 norte)                          | Regular A                                                           |
| 9                             | El Milagro (Embarque 2 norte)                               | Regular A                                                           |
| 10                            | Tomás Valle (Embarque 2 norte)                              | Regular A · Expreso 5 · Expreso 8                                   |
| 11                            | Los Jazmines (Embarque 2 norte)                             | Regular A                                                           |
| 12                            | Independencia (Embarque 2 norte)                            | Regular A · Expreso 8                                               |
| 13                            | Pacífico (Embarque 2 norte)                                 | Regular A                                                           |
| 14                            | Izaguirre (Embarque 2 norte)                                | Regular A · Expreso 5 · Expreso 8                                   |
| 15                            | Terminal Naranjal (Embarque 5)                              | Regular A · Expreso 2 · Expreso 3 · Expreso 5 · Super Expreso Norte |
| 16                            | Universidad (Embarque 2 norte)                              |                                                                     |
| 17                            | Las Vegas (Embarque 1 norte)                                |                                                                     |
| 18                            | 22 de Agosto (Embarque 2 norte)                             |                                                                     |
| 19                            | Andrés Belaunde (Embarque 2 norte)                          |                                                                     |
| 20                            | Los Incas (Embarque 2 norte)                                |                                                                     |
| 21                            | Terminal Chimpu Ocllo (Embarque Norte y Embarque 1 y 2 Sur) |                                                                     |

## Lugares recurrentes en los distritos de la trayectoria
Carabayllo
- Academia superior Aula 20: Av. Universitaria 320.
- Mercado Nueva Imagen: Av. Universitaria 295.
- Galería Comercial "Las Canastas": Av. Universitaria 277.

Comas
- Patio taller de la nueva ampliación Norte del Metropolitano.[7]
- Club Metropolitano "Parque Sinchi Roca": Av. Jamaica.749
- Supermercado Metro Belaunde: Av. Universitaria 7595.
- Universidad Privada del Norte (UPN: Av. Víctor Andrés Belaunde 1405.
- Centro Cívico de Comas: Av.22 de Agosto 800.

Independencia
- Mercado Los Incas: Avenida Contisuyo 530
- Gasolinera Repsol: Av. Gerardo Unger 3869.
- Clínica Jesús del Norte:Av. Carlos Izaguirre 173.
- Municipalidad de Independencia: Av. María Prado de Bellido 800.
- Gran terminal terrestre Plaza Norte: Av. Tupac Amaru 6899.
- Mercado Central FEVACEL: Av. Tomás Valle 111.

San Martín de Porres - Rímac
- Hospital de la Solidaridad "UNI"
- Sede Universidad de Ingeniería: Av. Gerardo Unger 254
- Fuerte General de División Rafael Hoyos Rubio: Av. Túpac Amaru 100
- Centro comercial "Caquetá Plaza": Av. Caquetá 399.
- Galerías Caquetá: Av. Caquetá 425.
- Mercado Mayorista de Frutas "El Trébol de Caquetá": Av. Caquetá 800.

Centro de Lima - Breña (ramal de Av. Alfonso Ugarte y Av. España.)
- Plaza Dos de Mayo,Av. Alfonso Ugarte 595.
- Hospital Nacional Arzobispo Loayza:Av. Alfonso Ugarte 848.
- Sede de "Casa del Pueblo APRA": Av. Alfonso Ugarte 1012.
- Hospital Nacional Docente Madre Niño San Bartolomé: Av. Alfonso Ugarte 825.
- Supermercado Metro Breña: Av. Alfonso Ugarte 1164.
- Supermercado Plaza Vea Alfonso Ugarte: Av. Alfonso Ugarte 1175.
- Sede Policía Nacional Del Perú:Av. Bolivia 475.
- Comisaría Alfonso Ugarte: Av. Alfonso Ugarte 1352.
- Central Operativa de Investigación Policía Nacional del Perú: Av. España 321.
- Real Plaza Centro Cívico (Conexión directa con la Estación Central)
- (Arriba de la Estación Central) Palacio de Justicia de la República del Perú, Av. Paseo de la República
- (Arriba de la Estación Central) Sheraton Lima Historic Center (Hotel Sheraton) Av. Paseo de la República 170.